# Grand Prix automobile du Portugal
Pour les articles homonymes, voir Grand Prix du Portugal (homonymie).

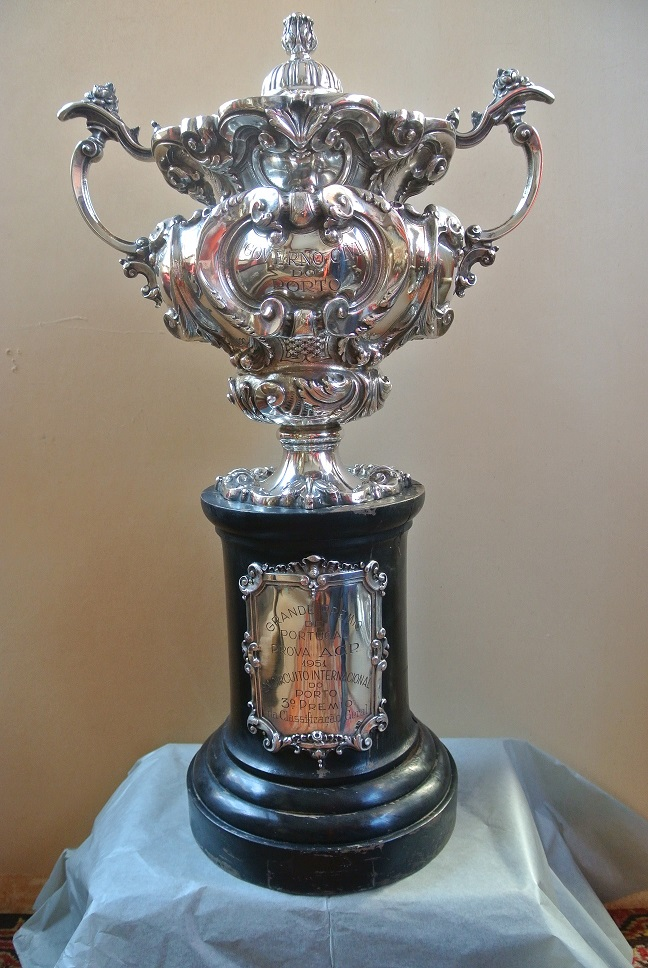
Coupe du Grand Prix Portugal 1951 - 3e place - attribuée à Pierre Meyrat

Le Grand Prix automobile du Portugal est une compétition de sport automobile qui s'est déroulée principalement dans les années 1950, puis des années 1980 aux années 1990.
Il fut une épreuve du championnat du monde de Formule 1 entre 1958 et 1960 puis de 1984 à 1996 où il fut disputé sur le circuit d'Estoril, situé à l'ouest de Lisbonne.
En 2020, à cause de la pandémie de Covid-19 qui perturbe le calendrier, le Grand Prix du Portugal fait son retour, organisé pour la première fois sur le circuit de l'Algarve à Portimão.

## Les différents circuits utilisés

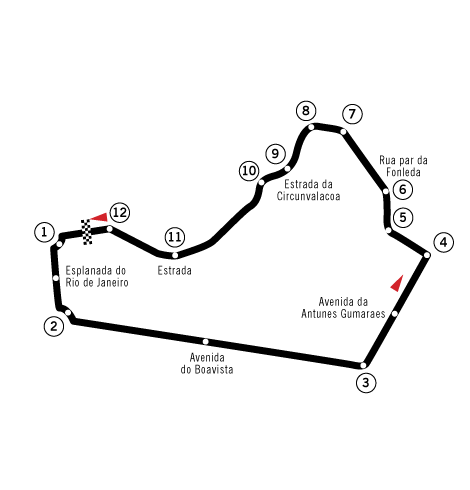
Circuit de Boavista
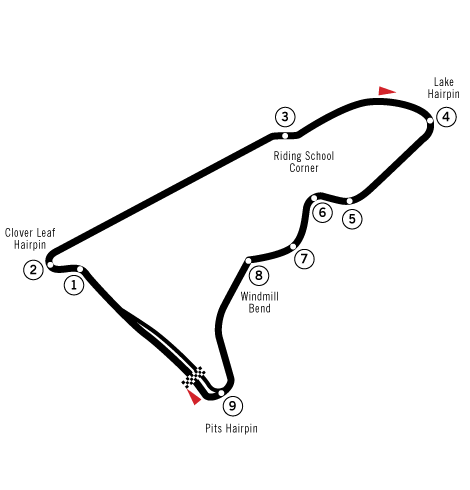
Circuit de Monsanto Park
Circuit d'Estoril
Circuit de Portimão

## Faits marquants
- GP du Portugal 1960 : Jack Brabham remporte l'épreuve et conquiert son second titre mondial.
- GP du Portugal 1984 : lors de la dernière épreuve du championnat du monde, Alain Prost remporte sa septième victoire de la saison, devant son coéquipier Niki Lauda qui devient champion du monde pour la troisième fois avec 0,5 point d'avance, le plus faible écart entre un champion du monde et son dauphin.
- GP du Portugal 1985 : sous la pluie, Ayrton Senna s'élance en pole position pour la première fois de sa carrière et remporte sa première victoire en Formule 1.
- GP du Portugal 1987 : en remportant sa vingt-huitième victoire, Alain Prost bat le record de Jackie Stewart.
- GP du Portugal 1990 : Nigel Mansell s'élance en pole position. Au départ, il tasse Alain Prost contre le mur des stands, permettant aux McLaren-Honda d'Ayrton Senna et Gerhard Berger de prendre la tête au premier virage. Mansell s'impose devant Senna qui augmente son avance au championnat sur Prost, troisième de la course et furieux vis-à-vis de son coéquipier.
- GP du Portugal 1992 : déjà assuré du titre mondial, Nigel Mansell remporte sa neuvième victoire de l'année, établissant un nouveau record du nombre de succès dans une saison.
- GP du Portugal 1993 : deuxième victoire de Michael Schumacher en Formule 1, devant Alain Prost qui assure son quatrième titre de champion du monde.
- GP du Portugal 1995 : première victoire en Formule 1 de David Coulthard.
- GP du Portugal 1996 : après avoir dépassé Michael Schumacher par l'extérieur à la sortie de la parabolique, Jacques Villeneuve remporte sa quatrième victoire de la saison, conservant ainsi une chance d'être sacré champion du monde avant le dernier Grand Prix du championnat du monde 1996.
- GP du Portugal 2020 : pour le retour de la Formule 1 au Portugal sur le circuit très vallonné de Portimão, la course est animée par une pluie fine intermittente qui ne détrempe toutefois pas la piste. En remportant sa 92e victoire en Grand Prix, Lewis Hamilton bat le record de Michael Schumacher.

## Palmarès

### Par année
En rose en catégorie SportsCars (essentiellement circuit de Porto), hors championnat du monde de Formule 1, et 1965-66 en Formule 3)
| Année     | Vainqueur             | Voiture               | Circuit   | Résultats |
| --------- | --------------------- | --------------------- | --------- | --------- |
| 1951      | Casimiro de Oliveira  | Ferrari 340           | Boavista  | Résultats |
| 1952      | Eugenio Castellotti   | Ferrari 225S          | Boavista  | Résultats |
| 1953      | Mané Nogueira Pinto   | Ferrari 250 MM Spyder | Boavista  | Résultats |
| 1954      | José Froilán González | Ferrari 750 Monza     | Monsanto  | Résultats |
| 1955      | Jean Behra            | Maserati 300S         | Boavista  | Résultats |
| 1956      | Non couru             | Non couru             | Non couru | Non couru |
| 1957      | Juan Manuel Fangio    | Maserati 300S         | Monsanto  | Résultats |
| 1958      | Stirling Moss         | Vanwall               | Boavista  | Résultats |
| 1959      | Stirling Moss         | Cooper-Climax         | Monsanto  | Résultats |
| 1960      | Jack Brabham          | Cooper-Climax         | Boavista  | Résultats |
| 1961-1963 | Non couru             | Non couru             | Non couru | Non couru |
| 1964      | Chris Kerrison        | Ferrari 250 GTO       | Cascais   | Résultats |
| 1965      | Rodney Banting        | Cooper-Ford           | Cascais   | Résultats |
| 1966      | Jürg Dubler           | Brabham-Ford          | Cascais   | Résultats |
| 1967-1983 | Non couru             | Non couru             | Non couru | Non couru |
| 1984      | Alain Prost           | McLaren-TAG           | Estoril   | Résultats |
| 1985      | Ayrton Senna          | Lotus-Renault         | Estoril   | Résultats |
| 1986      | Nigel Mansell         | Williams-Honda        | Estoril   | Résultats |
| 1987      | Alain Prost           | McLaren-TAG           | Estoril   | Résultats |
| 1988      | Alain Prost           | McLaren-Honda         | Estoril   | Résultats |
| 1989      | Gerhard Berger        | Ferrari               | Estoril   | Résultats |
| 1990      | Nigel Mansell         | Ferrari               | Estoril   | Résultats |
| 1991      | Riccardo Patrese      | Williams-Renault      | Estoril   | Résultats |
| 1992      | Nigel Mansell         | Williams-Renault      | Estoril   | Résultats |
| 1993      | Michael Schumacher    | Benetton-Ford         | Estoril   | Résultats |
| 1994      | Damon Hill            | Williams-Renault      | Estoril   | Résultats |
| 1995      | David Coulthard       | Williams-Renault      | Estoril   | Résultats |
| 1996      | Jacques Villeneuve    | Williams-Renault      | Estoril   | Résultats |
| 1997-2019 | Non couru             | Non couru             | Non couru | Non couru |
| 2020      | Lewis Hamilton        | Mercedes              | Portimão  | Résultats |
| 2021      | Lewis Hamilton        | Mercedes              | Portimão  | Résultats |

### Par nombre de victoires pilotes
| Nombre de victoires | Pilote         | Années               |
| ------------------- | -------------- | -------------------- |
| 3 victoires         | Alain Prost    | - 1984 - 1987 - 1988 |
| 3 victoires         | Nigel Mansell  | - 1986 - 1990 - 1992 |
| 2 victoires         | Stirling Moss  | - 1958 - 1959        |
| 2 victoires         | Lewis Hamilton | - 2020 - 2021        |

| Pos. | Nation      | Victoires |
| ---- | ----------- | --------- |
| 1er  | Royaume-Uni | 11        |
| 2e   | France      | 4         |
| 3e   | Portugal    | 2         |
| 3e   | Argentine   | 2         |
| 3e   | Italie      | 2         |

### Classement des constructeurs par nombre de victoires
| Nombre de victoires | Écurie   | Années                                           |
| ------------------- | -------- | ------------------------------------------------ |
| 7 victoires         | Ferrari  | - 1951 - 1952 - 1953 - 1954 - 1964 - 1989 - 1990 |
| 6 victoires         | Williams | - 1986 - 1991 - 1992 - 1994 - 1995 - 1996        |
| 3 victoires         | Cooper   | - 1959 - 1960 - 1965                             |
| 3 victoires         | McLaren  | - 1984 - 1987 - 1988                             |
| 2 victoires         | Maserati | - 1955 - 1957                                    |
| 2 victoires         | Mercedes | - 2020 - 2021                                    |

| Pos. | Nations     | Victoires |
| ---- | ----------- | --------- |
| 1er  | Royaume-Uni | 16        |
| 2e   | Italie      | 9         |
| 3e   | Allemagne   | 2         |